# Combat (tijdschrift)
Combat was een Belgisch tijdschrift dat wekelijks verscheen en opgericht werd door de syndicalist en Belgische federalist André Renard.

## Geschiedenis
Het weekblad werd opgericht door André Renard in de nadagen van de Eenheidswet. Het eerste nummer werd gepubliceerd op 5 januari 1961. Hoewel het blad geen formele banden had met het Waals ABVV of de MPW, had het tijdschrift een syndicale en Waals-Federalistische invalshoek. 
Na de dood van André Renard in 1962 werd het blad uitgegeven door leden van het Waals ABVV met dezelfde opvattingen. Wel verschoof de nadruk veeleer naar de syndicale thema's.
Vanaf januari 1991 verscheen het blad maandelijks en in maart 1992 verscheen de laatste editie.